# Przednia kapsulotomia
Przednia kapsulotomia – procedura ablacyjna psychochirurgicznego leczenia zaburzeń afektywnych (m.in. zespołu depresyjnego, zaburzeń obsesyjno-kompulsyjnych, przewlekłych stanów lękowych). Technika polega na przerwaniu czołowo-wzgórzowych połączeń biegnących w przedniej odnodze torebki wewnętrznej. Współrzędne poddawanego ablacji celu określa się przy użyciu MRI: znajduje się on w 1/3 przedniej odnogi torebki wewnętrznej, 5 mm za szczytem rogu czołowego komory bocznej, 20 mm bocznie od linii środkowej, w płaszczyźnie międzyspoidłowej. Zniszczenia można dokonać przy użyciu termoelektrody lub noża gamma. Technikę zastosował jako pierwszy Talairach, spopularyzowana została przez Leksella.